# Оттокорре ди Гунале

Юдикаты средневековой Сардинии

Иттокорре (Оттокорре) ди Гунале (Ittocorre, Ottocorre, Thocorre, Orthocor, Orzocorre di Gunale) — судья Галлуры в начале XII века.
Преемник Торкиторио ди Цори. Впервые упоминается в 1113 г. (в документе от 14 марта) Возможно, брат Падулезы ди Гунале, жены Торкиторио.
На какое-то время (1-2 года) лишился власти в Галлуре (может быть, уступил её Сальтаро - сыну Торкиторио ди Цори). Потом упоминается (8 мая 1117 г.) с титулом donnu — вторым по важности после юдика (Donnu Thocor de Gunale).
Вероятно, потомком (сыном или внуком) Иттокорре был судья Галлуры Константино III (ум. до 1173).